# ونسان دندی

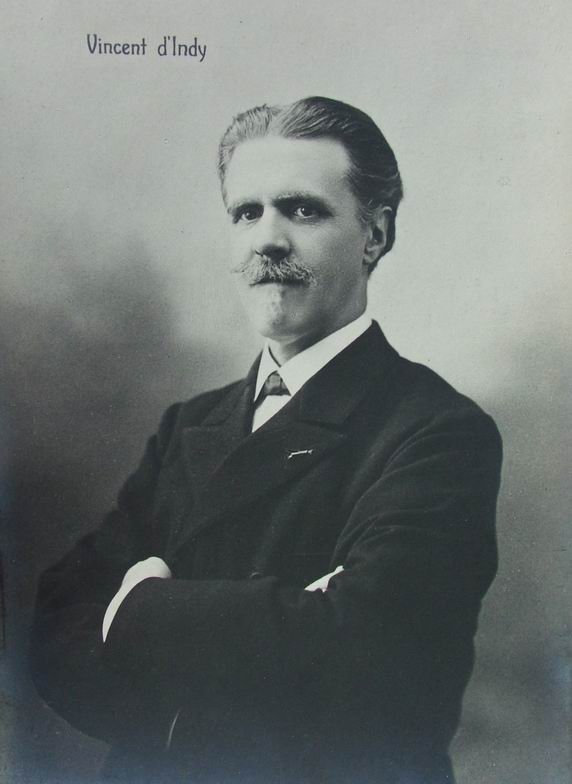
وَنسان دَندی

وَنسان دَندی (به فرانسوی: Vincent d'Indy) آهنگساز و آموزگار موسیقی فرانسوی در ۲۷ مارس ۱۸۵۱ در پاریس به دنیا آمد و در ۲ دسامبر ۱۹۳۱ در پاریس درگذشت.
او که خود از شاگردان سزار فرانک و آلبر لاوینیاک بود با به راه اندازی یک مدرسه موسیقی به نام اسکولا کانتروم شاگردان بسیار زیادی را تربیت نمود. در میان شاگردانش می‌توان از اریک ساتی، ایزاک آلبنیس، آلبر روسل، آرتور هونگر، ادگار وارز، داریوس میو، خواکین تورینا و… نام برد.

## برخی از آثار
- اپرای «غریبه»
- «یادبودها» برای ارکستر
- کنسرتو برای پیانو، فلوت و سازهای زهی
- ۳ چهارنوازی برای سازهای زهی
- سه نوازی برای کلارینت، ویلنسل و پیانو

## شنیدن آثار
- youtube
- deezer